# Kollusion (Psychologie)
Kollusion (von lateinisch colludere ‚gemeinsam spielen, zusammenspielen‘) ist ein psychologischer Begriff für Verhaltensmuster in Beziehungen in der Paartherapie nach Henry Dicks mit Erweiterung auf die Familientherapie, aber auch auf Arbeits- und Therapiebeziehungen nach Jürg Willi. Generell geht es dabei um ein oft unbewusstes Zusammenspiel verschiedener Interessen in der Gestaltung der Beziehung. Pathologisch wird die Kollusion dann, wenn sie die Beteiligten nachhaltig zu Verhaltensweisen nötigt, die eine abweichende persönliche Entwicklung verhindern. 
Angelehnt an den Begriff der Kollusion im Recht geht es um ein Zusammenspiel mehrerer Parteien zum Nachteil einer weiteren. Dies kann bewusst oder unbewusst erfolgen, Parteien können Gruppen oder Personen, aber auch einzelne Motive oder Muster innerhalb von Personen sein. Dabei erfolgt zwischen zwei Parteien  ein abgestimmt wirkendes doppeltes Spiel mit der dritten Partei. In der Sozialpsychiatrie und Sozialpsychologie versteht man darunter allgemein ein wenig reflektiertes, oft unbewusstes, meist von den dabei zusammenwirkenden Akteuren selbst weitgehend uneingestandenes „Arrangement“ (Rollenverteilung, Interaktionsmuster, „Einvernehmen“) zweier oder mehrerer aktiv Beteiligter zum meist passiv erlittenen Nachteil einer dritten Partei. 

## Gestörtes Beziehungsmuster
Bei Zweierbeziehungen hat Jürg Willi den Begriff Kollusion für Fälle geprägt, in denen die neurotischen Dispositionen beider Partner wie Schlüssel und Schloss zusammenpassen. In diesen Fällen sind bestimmte zentrale Konflikte aus früheren seelischen Entwicklungsphasen beider Partner in ihrer Persönlichkeit nicht verarbeitet. Beide Seiten leben nun entgegengesetzte, sich zunächst aber ergänzende „Lösungsvarianten“ dieser inneren Konflikte aus. Die Partner spielen unbewusst füreinander oft klischeehafte und stereotype, wechselseitig komplementäre Ergänzungsrollen, um die Beziehung aufrechtzuerhalten. Ist einer der Partner z. B. sehr narzisstisch, will also bewundert werden, so stellt sich der andere oft darauf ein, indem er ihn bewundert und idealisiert; damit delegiert er durch eine Art von interpersonalem Abwehrmechanismus seinen eigenen ungelebten Narzissmus an den anderen, ein Teil von dessen grandiosem Abglanz fällt dann auch auf ihn. Beim Zusammenleben in einem solchen kollusiven Arrangement nimmt häufig die Polarisierung der Rollen im Laufe der Zeit immer mehr zu, so dass die Konstellation für den einen oder anderen oder beide belastend werden kann, beispielsweise indem der eine Partner immer unselbständiger, der andere immer selbständiger und dominanter wird (siehe auch: Beziehungsmotiv).

## Psychologie und Soziologie
Kollusion oder doch wenigstens kollusionsähnliche Strategien findet man nicht nur bei Paaren und in Familien, sondern auch in größeren sozialen Verbänden und Gruppen. Das Konzept ist deshalb nicht auf die Paar- und Familientherapie beschränkt. Beispielsweise analysiert die Ideologiekritik ebenfalls kollusive Strategien. Auch die Kollusion im rechtlichen Sinne steht in engem Zusammenhang mit der im psychologischen Kontext. Stavros Mentzos hat den interpersonalen Begriff der Kollusion daher auf Abwehrmechanismen von Institutionen ausgedehnt und hierfür den Begriff des psychosozialen Arrangements geprägt.
Die schillernde Bedeutung der Kollusion ergibt sich, weil die Normen im privaten und im öffentlichen Bereich auseinandergehen. Ein bestimmtes Milieu erfordert eine zugehörige Einstellung („Bereitstellung“). Von der unteren sozialen Einheit aus betrachtet, kann man die schwerpunktmäßig im Einzelpsychologischen auftretende Kollusion als einen gewissermaßen privaten Geheimbund auffassen, der zu einer gespaltenen Persönlichkeit führt, oder umgekehrt aus Sicht der höheren sozialen Einheit als die Quelle einer Intrige, welche die Öffentlichkeit betrifft.

## Abgrenzung
Die Kollusion ist im konkreten Fall begrifflich und diagnostisch schwer von Täuschung und bewusster Manipulation zu trennen. Da sie ein unbewusster Mechanismus ist, bleibt ihr Ziel den beteiligten Personen oft weithin oder ganz verborgen; ein Außenstehender erkennt in der Regel ihren Zweck besser.
In der Biologie gibt es verbreitete Mechanismen verwandter Art, siehe dazu Mimikry und Anpassungsfähigkeit.